# مایکل اس. لانگت-هیگینز
مایکل سلوین لانگت-هیگینز (۸ دسامبر ۱۹۲۵–۲۶ فوریه ۲۰۱۶) ریاضی‌دان و اقیانوس‌نگار انگلیسی در دانشگاه‌های کمبریج و کالیفرنیا، سن دیگو بود. او برادر کوچکتر اچ. کریستوفر لانگت-هیگینز بود.

## خلاصه
لانگت-هیگینز یک دانشمند و ریاضی‌دان بود که بسیاری از مدل‌های فیزیکی امواج، جریان‌ها و پدیده‌های فیزیکی طبیعی اقیانوسی را کشف و به شکل ریاضی توصیف کرد. آثار او نقش مهمی در توصیف اثرات اقیانوس بر اقلیم، انتقال رسوب و آب، مهندسی سازه و پدیده‌های طبیعی مانند صوت زیر آب داشت.

## تحصیل و اشتغال
مایکل در لنهام کنت به دنیا آمد. در مدرسهٔ پیلگریمز و کالج وینچستر تحصیل کرد. سپس در ۱۹۴۳ میلادی بورس تحصیلی ریاضی را از کالج ترینیتی (کمبریج) دریافت کرد و در مدت دو سال، مدرک کارشناسی را کسب کرد. او در ۱۹۵۱ موفق به دریافت دکترای ژئوفیزیک شد.